# NGC 1103
NGC 1103 (również PGC 10597) – galaktyka spiralna z poprzeczką (SBb), znajdująca się w gwiazdozbiorze Erydanu. Odkrył ją Lewis A. Swift 26 grudnia 1885 roku.
W galaktyce tej zaobserwowano supernową SN 2011js.